# Вулька-Лаґовська
Вулька-Лаґовська (пол. Wólka Łagowska) — село в Польщі, у гміні Пшиленк Зволенського повіту Мазовецького воєводства.
Населення — 132 особи (2011).
У 1975-1998 роках село належало до Радомського воєводства.

## Демографія
Демографічна структура станом на 31 березня 2011 року:
|          | Загалом | Допрацездатний вік | Працездатний вік | Постпрацездатний вік |
| -------- | ------- | ------------------ | ---------------- | -------------------- |
| Чоловіки | 60      | 12                 | 40               | 8                    |
| Жінки    | 72      | 17                 | 32               | 23                   |
| Разом    | 132     | 29                 | 72               | 31                   |